# Сосед, Сергей Андреевич
Сергей Андреевич Сосед (род. 11 сентября 1910 года, с. Головковка, Александрийский уезд, Херсонская губерния, Российская империя — 12 ноября 1985 года, Магнитогорск, Челябинская область, РСФСР, Советский Союз) — советский рабочий-металлург, машинист экскаватора на руднике Магнитогорского металлургического комбината. Герой Социалистического Труда (1958).

## Биография
Родился 11 сентября 1910 года в селе Головковка (ныне — Александрийский район Кировоградской области Украины).
В раннем возрасте остался сиротой, грамоте не обучался, работал батраком с девяти лет. Был членом Всесоюзного ленинского коммунистического союза молодёжи, в 1929 году вступил в колхоз.
В 1930 году по комсомольской путёвке приехал в Магнитогорск, устроился работать на строительство Магнитогорского металлургического комбината чернорабочим, работал на строительстве доменной печи. Во второй половине того же года перешел на рудник горы Магнитной, где трудился откатчиком вагонеток, а потом воротовщиком.
Учился в школе для малограмотных, затем окончил школу для экскаваторщиков, работал помощником машиниста, а затем и машинистом. Был передовиком производства. Вёл активную общественную деятельность, избирался секретарем комсомольской организации.
В 1939 году был награждён медалью «За трудовое отличие», которую ему вручил в Кремле Михаил Иванович Калинин.
В 1939 году вступил во Всесоюзную коммунистическую партию (большевиков) (позже Коммунистическая партия Советского Союза). Возглавлял партийную группу своей бригады. Дважды избирался депутатом Челябинского областного Совета народных депутатов, первый раз в 1959 году. Был активным участником стахановского движения.
В 1952 году приглашался в город Свердловск (ныне Екатеринбург) на Уральский завод тяжёлого машиностроения, где участвовал в работе по улучшению конструкции экскаваторов.
В 1953 году Сергей Сосед и несколько других машинистов экскаваторов значительно повысили производительность работы своих экскаваторов, сокращая цикл экскавации, что позволило руднику раньше выполнить годовой план.
В 1958 году, в честь первого празднования Дня металлурга был награждён званием Героя Социалистического Труда, награда была вручена 18 сентября того же года секретарём Челябинского обкома КПСС Николаем Васильевичем Лаптевым. За свою трудовую деятельность награждался орденами и медалями.
Являлся инициатором создания школы по передаче передовых методов труда на производственной площадке (в забое). Участвовал в подготовке молодых специалистов, по состоянию на 1958 год, Сосед подготовил пятнадцать высококвалифицированных машинистов экскаваторов. Был активным участником социалистического соревнования, например, в 1960 году он выработал сверх плана более пятнадцати тысяч тонн руды.
Во второй половине 1960-х годов вышел на пенсию. За более чем тридцатилетний стаж работы Сергей Андреевич Сосед добыл более пятнадцати миллионов тонн руды.
Сергей Андреевич Сосед умер 12 ноября 1985 года, похоронен на Левобережном кладбище города Магнитогорска.

## Награды
- Герой Социалистического Труда (Указ Президиума Верховного Совета СССР 19 июля 1958 года, орден Ленина и медаль «Серп и Молот») — за выдающиеся успехи, достигнутые в деле развития чёрной металлургии[1]
- орден Ленина (1952)[14]
- орден Трудового Красного Знамени[9]
- медаль «За трудовое отличие» (1939)[4]